# Face Down
Face Down (раніше відомий як Machine God) — треш-метал / дез-метал гурт зі Стокгольма, Швеція, створений у 1993 році під назвою Machine God.
Гурт розпався у 1999 році та возз’єднався у 2004 році.

## Історія
Гурт був заснований під назвою Machine God, у 1993 році.
Засновники гурту: басист Йоакім Гедештедт, барабанщик Рікард Бонг і гітарист Алекс Ліндер. Трохи пізніше до них приєднався вокаліст Марко Аро. Після першого концерту в 1994 році, до гурту приєднався гітарист Йоакім Карлссон (гурти Afflicted, General Surgery).
У 1994 році гурт змінив назву на Face Down.
У 1995 році, після весняного виступу в Стокгольмі, гурт Face Down уклав контракт з лейблом Roadrunner Records.
Влітку 1995 року гурт разом із продюсером Даніелем Бергстрандом (Daniel Bergstrand) відправився в Soundfront Studio, щоб записати свій дебютний альбом Mindfield.
В січні 1996 року гурт Face Down вирушив в європейський тур разом з гуртами Napalm Death і Crowbar. Однак тур був лише частково вдалим, оскільки значна частина глядачів покинула концерт під час виступу. Під час цього туру гурт також відіграв кілька концертів з гуртом At the Gates.
Тоді ж гурт Face Down записав кліп на пісню Kill the Pain, який кілька разів транслювався на MTV.
Відбувся ще один тур по Великій Британії, включаючи виступи в Лондоні разом з гуртом Cathedral.
Повернувшись у Швецію, гурт брав участь у фестивалі Hultsfred Festival.
Гурт Face Down припинив співпрацю з лейблом Soundfront Records і підписав контракт з лейблом Nuclear Blast.
Робота над другим альбомом (The Twisted Rule the Wicked) почалася восени 1996 року. У лютому 1997 року гурт відправився в Sunlight Studios з продюсером Томасом Скогсбергом (Tomas Skogsberg), щоб записати 15 нових пісень. Однак, оскільки лейбл Nuclear Blast не був задоволений результатом, гурту довелося перезаписати пісні у липні в студії Деніела Бергстранда, Dug Out Productions. Наприкінці 1997 року вийшов альбом The Twisted Rule the Wicked.
Гурт Face Down провів тур Великою Британією з гуртом Soulquake System.
Відносини з лейблом Nuclear Blast були напруженими і гурт відмовився від послуг Nuclear Blast.
На початку 1999 року співак Аро покинув гурт і приєднався до гурту The Haunted, після чого навесні 1999 року гурт Face Down розпався. Після розпаду гурту, Йоакім Карлссон повернувся до гурту Afflicted, басист Йоакім Гедештедт заснував гурт Construcdead, а Пітер Стьярнвінд грав у гуртах Entombed, Krux і Murder Squad.
У 2004 році басист Гедештедт відродив гурт Face Down після того, як почув про відхід Аро з гурту The Haunted. Після того, як Аро повернувся до Face Down, до гурту приєднався барабанщик Ерік Тіселіус (гурти Construcdead, Terror 2000). Невдовзі після цього гурт підписав контракт з лейблом Black Lodge Records.
Після відродження, свої перші виступи гурт Face Down провів влітку 2005 року, виступивши на фестивалях Sweden Rock Festival і 2000 Decibel Festival. У липні гурт прийшов на рекорд-студію Fear And Loathing Studios, щоб записати альбом The Will to Power. Альбом вийшов в листопаді 2005 року. Гурт Face Down зіграв концерт у клубі Marquee у Лондоні. Після ще кількох концертів, барабанщик Ерік Тіселіус покинув гурт і був замінений Крістофером Баркенсйо в лютому 2006 року.
У 2008 році на лейблі Unexploded Records вийшов спліт Think Twice розділений з гуртом Remasculate.

## Учасники гурту

### Поточні
- Марко Аро (Marco Aro) — вокал (1993–1999; 2004–2011)
- Йоакім Гедештедт (Joakim Hedestedt) — бас-гітара (1993–1999; 2004–2011)
- Крістофер Баркенсйо (Christofer Barkensjö) — барабани (2006–2011)
- Рікард Дальберг (Rickard Dahlberg) — гітара (2007–2011)

### Колишні
- Алекс Ліндер (Alex Linder) — гітара (1993–1994)
- Ніклас Екстранд (Niklas Ekstrand) — гітара (1994–1995)
- Хенрік Блумквіст (Henrik Blomquist) — аудіо  (1994–1996)
- Йоакім Карлссон (Joacim Carlsson) — гітара (1994–1999; 2004–2007)
- Річард Бонг (Richard Bång) — барабани (1993–1995)
- Пітер Стьярнвінд (Peter Stjärnvind) — барабани (1995–1997)
- Хокан Ерікссон (Håkan Ericsson) — барабани (1997–1999)
- Ерік Тіселіус (Erik Thyselius) — барабани (2004–2006)

## Дискографія
- One Eyed Man (Demo, 1994)
- Demo 2 (Demo, 1995)
- Demo 3 (Demo, 1995)
- Mindfield (Album, 1996)
- Demo 4 (Demo, 1996)
- The Twisted Rule the Wicked (Album, 1997)
- Demo 5 (Demo, 1998)
- Promo Demo 2004 (Demo, 2004)
- The Will to Power (Album, 2005)
- Think Twice (Split mit Remasculate, 2008)